# Тассилин-Адджер
Тассили́н-Аддже́р, Тассили́н-Адже́р (Tassili n’Ajjer, в переводе с тамашек — «Плато рек», араб. طاسيلي ناجّر‎) — плато в юго-восточной части Алжира, в пустыне Сахара. На плато в разные годы были найдены петроглифы, датируемые от 7 тысячелетия до н. э. до VII века н. э. Объект ЮНЕСКО с 1982. Это один из крупнейших памятников наскального искусства Сахары.

## Географические данные
Длина плато — около 500 км, от 26°20′ с. ш. 5°00′ в. д. восточного юго-востока до 24°00′ с. ш. 10°00′ в. д.. Высочайшей точкой является гора Азао (2158 м, 25°10′ с. ш. 8°11′ в. д.). Ближайший город — Джанет, около 10 км на юго-запад.
Большая часть плато, включая кипарисы и археологические площадки, с 1972 года входит в состав национального парка, биосферного заповедника и Всемирное наследие ЮНЕСКО под названием «Национальный парк Тассилин-Адджер» общей площадью около 72 000 км².

## Геология
Горная гряда состоит из песчаника. Благодаря эрозии здесь образовалось более 300 естественных каменных арок, равно как и множество других впечатляющих объектов. Гряду прорезают вади — высохшие русла рек, некогда здесь пролегавших. Существует множество пещер.

## Экология
Вследствие высоты и влагоудерживающих свойств песчаника, вегетационный период растений немного больше, чем в окружающей пустыне; поэтому здесь возможно существование исчезающих эндемических видов сахарского кипариса и сахарского мирта в верховьях восточной части плато.
Буквальный перевод названия гряды — «Плато рек» — относится к тому периоду, когда здешний климат был куда более влажным, чем сегодня.

## Археологические находки
Всемирную известность Тассилин-Адджеру принесли обнаруженные здесь в 1909 году огромные яркие рисунки, изображающие людей, животных и сцены из жизни. Эти рисунки говорят о том, что ныне безжизненная пустыня была когда-то плодородной местностью, по просторам которой бродили огромные стада животных, а на берегах рек и озёр селились люди, занимавшиеся охотой, собирательством и ловлей рыбы.

### Рисунки
Выполненные в разных стилях, рисунки относятся к различным временным периодам. Самые ранние — петроглифы, покрытые тёмным слоем патины — выполнены в натуралистическом стиле и датируются 6000 — 2000 лет до н. э. Это преимущественно сцены охоты и изображения животных так называемой «эфиопской» фауны: слонов, носорогов, жирафов, гиппопотамов, крокодилов, страусов, антилоп, вымершего вида буйвола и др. Животные изображены очень реалистично. Есть некоторые рисунки, выполненные и позднее, но их стиль уже отличается. Люди, изображённые здесь, относятся к так называемому «бушменскому типу». Это люди в масках, с луками и стрелами. Исследователь рисунков Тассилин-Адджера Анри Лот, изучавший их в 1956—1957 гг., называл их «круглоголовые люди».
Более поздние рисунки, возраст которых определяется периодом конца 3000 — 1000 лет до н. э., выполнены красками, и изображают домашних животных. Это овцы, козы, крупный рогатый скот. Кроме того, здесь встречаются изображения лошадей, собак, муфлонов, слонов и изредка — жирафов. Рисунки выполнены более условно, чем предыдущая группа. Люди обычно в масках, с луками и стрелами, дротиками, топорами и кривыми палками. Мужчины одеты в короткие широкие плащи, женщины — в колоколобразных юбках. Иногда женщины обладают ярко выраженной стеатопигией, а мужчины изображены с нитеподобными фигурами, напоминая росписи Южной Африки. Эти многоцветные рисунки выполнены племенами скотоводов, занимавшихся также охотой и собирательством.
Также были найдены изображения лошадей и повозок с колесами, относящиеся к середине 2 тысячелетия до н. э. — началу нашей эры.
В рисунках, изображающих быков или баранов с солнечным диском на голове, видели результат египетского влияния и связывали с культом Ра, однако бытует и мнение, что почитание солнца было распространено по всей Ливии. Возможно, от них культ солнца проник в долину Нила, так как рисунки эти древнее культа Амона-Ра в Египте.
Появление верблюда на рисунках соответствует 200 — 700 гг. н. э. и знаменует четвёртый период — «период верблюда» — по устоявшейся периодизации.
Археология Тассилин-Адджера не ограничивается одними лишь рисунками (которых здесь сотни тысяч). Среди скал также было найдено множество наконечников стрел, скребков, костей, зернотёрок, каменных ножей и тому подобных орудий человека. Радиоуглеродный анализ органических остатков дал возможность более точно определить время пребывания здесь человека.

### История открытия
Впервые рисунки на плато Тассилин-Адджер были замечены Кортье в 1909 г. Французский офицер Бренан провёл в этом районе Сахары восемь лет (с 1932 по 1940), и сделал много зарисовок, которые позже показал А. Брейлю. Брейль задумал организовать экспедицию, но планам помешала Вторая мировая война. После войны Брейль издал зарисовки Бренана, сопроводив их описанием. Поскольку зарисовки были неточны и передавали лишь идею, то и трактовку они получили очень вольную. Например, Брейль в изображениях видел целые сцены с морально-этическим содержанием, как в случае с «Жозефиной, продаваемой своими сёстрами»: это сцена, где изображена группа женщин, одну из которых — «Жозефину» — её сёстры насильно волокут к группе мужчин, стоящих рядом.
В 1933 году вышла книга Л. Жолео, в которой он наметил периодизацию рисунков из четырёх временных отрезков:
- «эпоха буйвола», которую составляли реалистичные рисунки носорогов, слонов, жирафов и людей так называемого «бушменского типа»;
- «эпоха африканского слона», когда появляются изображения домашних животных, в том числе связанные с культурой солнца: баран с солнечным диском на голове, а затем и «солнечный бык»;
- рисунки, где появляется лошадь, колесо и колесницы;
- «эпоха верблюда» — последняя группа.

В 1935 г. французский археолог Рейгасс ненадолго посетил этот район. Знакомый с многими росписями Сахары, Рейгасс создал приблизительную периодизацию рисунков. Наиболее древними он обозначил петроглифы, изображающие животных тропической фауны: гиппопотамов, носорогов, крупного рогатого скота, жирафов, буйволов, антилоп и страусов; ко второй группе он отнёс многоцветные и более условные росписи с крупным рогатым скотом, а также колесницами. Весьма приблизительная и осторожная датировка нуждалась в проверке, и в 1956—57 гг. руководство экспедиции было поручено Анри Лоту, который уже посещал этот район в 1934 г., был знаком с Брейлем и принимал участие в публикации его работы.
Анри Лот подготовился основательно, и полтора года изучал рисунки вместе с группой художников и фотографов. Экспедиция Лота подтвердила правильность датировки Рейгасса. По возвращении Лот опубликовал книгу «В поисках фресок Тассилин-Адджера» с живым и интересным описанием своей экспедиции. В книге Лот наряду с серьёзными данными высказал несколько маловероятных гипотез о происхождении народа фульбе от неолитического населения Сахары на основании схожести женских причёсок на рисунках и у самих фульбе. Через несколько лет после экспедиции один из её участников, фотограф Жан-Доминик Лажу, вновь отправился в известные ему пещеры и местности, провёл там 10 месяцев, переснял заново все рисунки и издал книгу, в которой все фотографии были сопровождены очень скудными, но трезвыми комментариями. Например, Лажу предостерегал об условности попыток определения возраста изображений по их стилю. Он также указал, что рисунки не дают достаточных оснований для определения видов животных или расовой принадлежности изображённых людей. Он утверждал, что при определении возраста или расы решающее значение имеют исследования костных останков. Таким же образом он критиковал попытки Лота определить возраст изображений по последовательности наслоений рисунков.
Позднейшие исследования, проведённые итальянцем Фабрицио Мори, обследовавшим соседний район на границе Алжира с Ливией, собрали информацию, которая помогла определить датировку изображений Тассилин-Адджера более точно. Исследования палинологов показали, что предполагаемый возраст рисунков древнее, чем думали раньше. Данные раскопок в соседних районах показали, что неолит суданской традиции — то есть Тассилин-Адджера и Эннеди — древнее неолита Южной Европы и Киренаики, а керамика в Восточной и Центральной Сахаре появилась одновременно с керамикой в Передней Азии.